# Hypace de Gangra
Pour les articles homonymes, voir Hypace.
Hypace de Gangra est un évêque de Gangra (aujourd'hui Çankırı en Turquie) mort en martyr vers le milieu du IVe siècle. Aussi nommé Hypace le Thaumaturge pour avoir accompli des miracles de guérison selon la légende. L'Église orthodoxe le célèbre le 31 mars et l'Église catholique romaine le 14 novembre .

## Vie
Hypace est connu pour avoir participé au premier concile de Nicée en 325. Il était fermement opposé à l'arianisme. En 326, sur le chemin du retour à Gangra depuis Constantinople, il fut attaqué et tué par les partisans de Novatien.

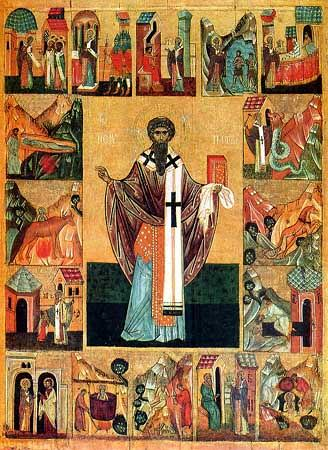
Icône russe de St. Hypace, XVe siècle.